# گونه بومی

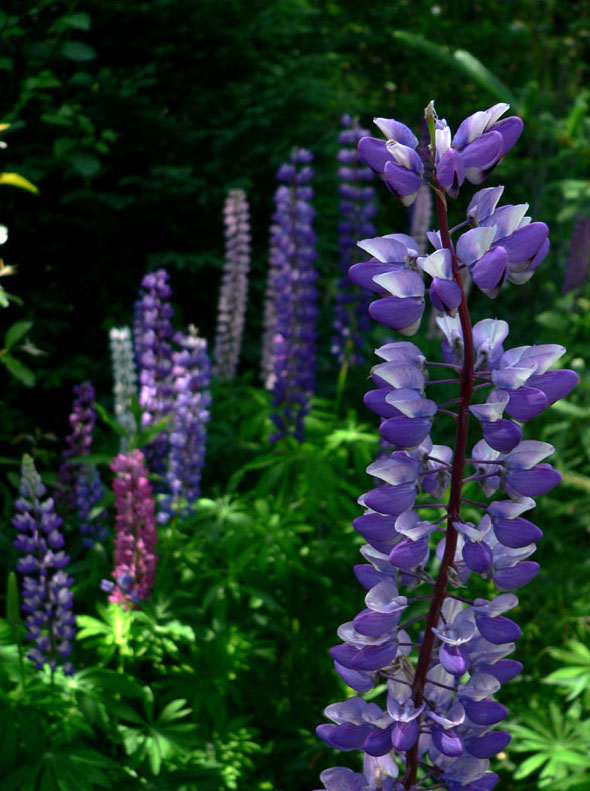
لوپین برگ بزرگ (Lupinus polyphyllus): بومی غرب آمریکای شمالی است اما در چندین منطقه در سراسر جهان معرفی شده و مهاجم است.

در جغرافیای زیستی، یک گونه بومی (به انگلیسی: Native species) در یک منطقه یا اکوسیستم خاص بومی است اگر حضور آن در آن منطقه تنها نتیجه تکامل طبیعی محلی باشد (اگرچه اغلب به عنوان «بدون دخالت انسان» رایج است این اصطلاح معادل مفهوم گونه‌های بومی (indigenous) یا گونه‌های خودزاد (autochthonous) است). هر موجود وحشی (بر خلاف یک موجود اهلی) به عنوان یک گونه معرفی‌شده در مناطقی که به‌طور انسانی معرفی شده‌است شناخته می‌شود. اگر گونه‌ای معرفی‌شده باعث آسیب‌های بوم‌شناختی، زیست‌محیطی و/یا اقتصادی چشمگیری شود، ممکن است به‌طور خاص به عنوان یک گونه مهاجم (Invasive species) در نظر گرفته شود.

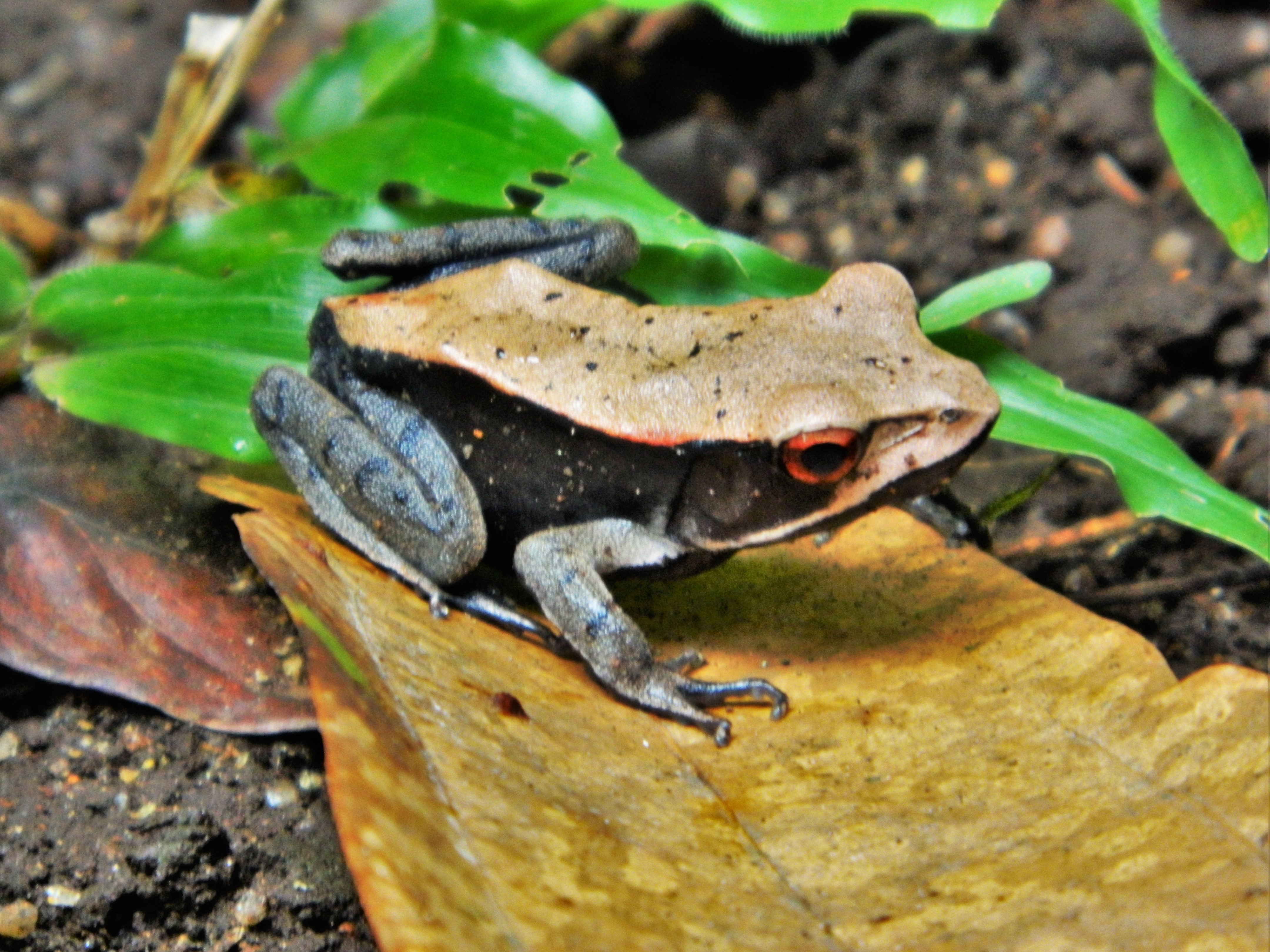
قورباغه دورنگ (Clinotarsus curtipes) بومی گهات غربی هند است و در هیچ جای دیگری یافت نمی‌شود (بومزاد)